# Sidney Shachnow

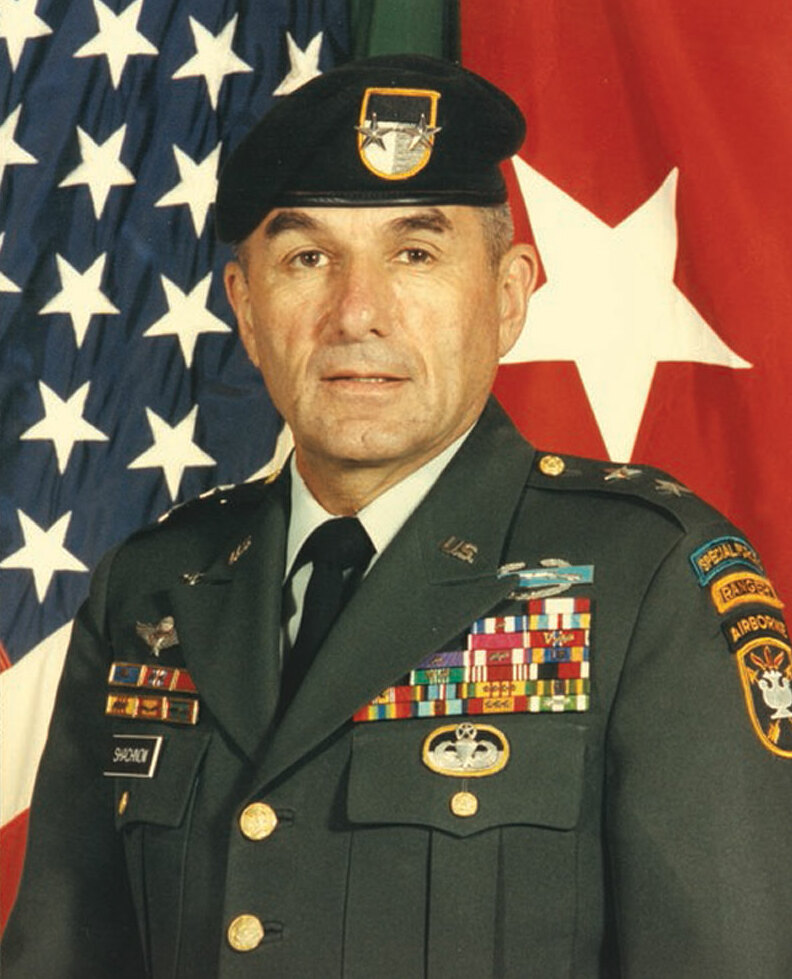
Sidney Shachnow als Major General (etwa 1992)

Sidney Shachnow (* 23. November 1934 in Kaunas, Litauen; † 27. September 2018 in Southern Pines, Moore County, North Carolina) war ein Generalmajor der United States Army. Er war unter anderem Kommandeur der United States Army John F. Kennedy Special Warfare Center and School.

## Leben
Sidney Shachnow wurde als Schaja Shachnowski geboren, wuchs in Litauen auf und wurde dort bald Opfer der politisch-militärischen Lage. Das Land wurde 1939 in einem geheimen Zusatzprotokoll zum Deutsch-sowjetischen Nichtangriffspakt der Sowjetunion unter Josef Stalin überlassen und 1940 von den Sowjets besetzt. Shachnowski und seine Familie waren jüdischer Herkunft und wurden schon von den Sowjets verfolgt und misshandelt. Nach dem Einmarsch der deutschen Truppen im Zuge des Angriffs auf die Sowjetunion im Juni 1941 wurde Litauen von den Deutschen besetzt. Damit verschlimmerte sich die Lage der dortigen Juden und mit ihnen auch die der Shachnowskis dramatisch. In der Folge wurden die meisten Juden Litauens inhaftiert und in Konzentrationslager verbracht, wo von 40.000 am Ende nur 2.000 überlebten. Die große Mehrheit wurde Opfer des Holocaust. Auch Shachnowki wurde inhaftiert, gefoltert und misshandelt. Nach drei Jahren Konzentrationslager wurde er mit seinen Eltern und einem Bruder herausgeschmuggelt und konnte sich auf einem Bauernhof verstecken.
Nach dem Kriegsende floh die Familie Shachnowski in die amerikanische Besatzungszone Deutschlands. In Nürnberg freundete sich Sidney, der damals noch Schaja mit Vornamen hieß, mit amerikanischen Soldaten an und im Jahr 1950 wanderte er mit seiner Familie in die Vereinigten Staaten aus. Die Familie ließ sich in Salem in Massachusetts nieder, wo er erstmals geregelten Schulunterricht erhielt. Er lernte Englisch und absolvierte im Jahr 1955 die High School. Anschließend trat er als einfacher Soldat dem US-Heer bei, wo er als Infanterist unter anderem in Deutschland stationiert war und zum Oberfeldwebel aufstieg.
Im Jahr 1958 erfolgte seine offizielle Einbürgerung in die Vereinigten Staaten und der Namenswechsel zu Sidney Shachnow. Zwei Jahre später absolvierte er die Officer Candidate School und wurde als Leutnant in das Offizierskorps des US-Heeres aufgenommen. In der Armee durchlief er anschließend alle Offiziersränge vom Leutnant bis zum Zwei-Sterne-General.
Im Lauf seiner militärischen Karriere absolvierte Sidney Shachnow verschiedene Kurse und Schulungen. Dazu gehörten unter anderem der Infantry Officer Basic Course, der Infantry Officer Advanced Course, der Special Forces Qualification Course, das Command and General Staff College und das United States Army War College. Außerdem erhielt er akademische Grade von der University of Nebraska, dem Shippensburg State College in Pennsylvania und der Harvard University.
In seinen jüngeren Jahren absolvierte er den für Offiziere in den niederen Rangstufen üblichen Dienst in unterschiedlichen Einheiten und Standorten. Dazu gehörten auch Aufgaben als Stabsoffizier in verschiedenen Hauptquartieren. Shachnow diente sowohl in Infanterieeinheiten als auch in Sondereinheiten (Special Forces). In den 1960er Jahren war er zwei Mal im Vietnamkrieg eingesetzt, wobei er zwischenzeitlich verwundet wurde. Während seines ersten Einsatzes kommandierte er eine Kompanie in der Nähe der kambodschanischen Grenze, bei seinem zweiten gehörte er der 101. Luftlandedivision an. In der Folge kommandierte er vor allem Sondereinheiten auf verschiedenen Ebenen, wobei er auch mehrfach in Deutschland stationiert war.
In den Jahren 1983 bis 1988 war er in Fort Bragg, dem heutigen Fort Liberty, Leiter der G3-Stabsabteilung für Operationen des 1st Special Operations Commands. Danach war er Stabsoffizier im Pentagon, wo er die Abteilung für Sondereinheiten leitete (Director of United States Special Operations Command). Es folgte eine Versetzung nach Berlin, wo er zwischen dem 15. Dezember 1989 und dem 14. August 1991 als Brigadegeneral die United States Army Berlin kommandierte. Diese Einheit ist nicht identisch mit der Berlin Brigade wird aber oft mit dieser verwechselt. Daher erscheint Shachanows Name nicht in der Liste der Kommandeure der Berlin-Brigade. Er war auch nicht amerikanischer Stadtkommandant von Berlin. Diese Aufgabe wurde vom Kommandeur der Berlin-Brigade wahrgenommen. Die Stadtkommandanten von Berlin waren in der Regel im Rang eines Generalmajors und die Kommandeure der US-Army Berlin waren Brigadegenerale.
Im Jahr 1991 wurde Sidney Shachnow zum Generalmajor befördert. Gleichzeitig wurde er Kommandeur des 1st Special Operations Commands. Dabei waren Teile seiner Einheiten auch im Irak eingesetzt. Zwischen Juli 1992 und August 1994 leitete Shachnow die United States Army John F. Kennedy Special Warfare Center and School. Anschließend schied er aus dem aktiven Militärdienst aus.

## Späte Jahre
Nach seiner Pensionierung trat Sidney Shachnow unter anderem als Gastredner bei verschiedenen Veranstaltungen auf. Außerdem engagierte er sich bei einigen Wohltätigkeitsorganisationen. Zudem verfasste er zusammen mit Jann Robbins seine Autobiographie unter dem Titel Hope and Honor. Bei den Präsidentschaftswahl in den Vereinigten Staaten 2016 unterstützte er Donald Trump. Er starb am 27. September 2018 und wurde auf dem amerikanischen Nationalfriedhof Arlington beigesetzt.

## Orden und Auszeichnungen
Sidney Shachow erhielt im Lauf seiner militärischen Laufbahn unter anderem folgende Auszeichnungen:
- Army Distinguished Service Medal
- Defense Superior Service Medal
- Silver Star
- Legion of Merit
- Bronze Star Medal
- Meritorious Service Medal
- Air Medal
- Army Commendation Medal
- Presidential Unit Citation
- Valorous Unit Award
- Meritorious Unit Commendation
- Army Good Conduct Medal
- Army of Occupation Medal
- National Defense Service Medal
- Armed Forces Expeditionary Medal
- Vietnam Service Medal
- Gallantry Cross (Südvietnam)
- Vietnam Presidential Unit Citation (Südvietnam)
- Vietnam Campaign Medal (Südvietnam)
- Purple Heart